# 萨蓬库尔
萨蓬库尔（法語：Saponcourt，法語發音：[sapɔ̃kuʁ]）是法国上索恩省的一个市镇，属于沃苏勒区。

## 地理
萨蓬库尔（47°52'19"N, 6°1'38"E）面积4.89 平方千米，位于法国勃艮第-弗朗什-孔泰大區上索恩省，该省份为法国东部内陆省份，北起顺时针与孚日省、贝尔福地区省、杜省、汝拉省、科多尔省和上马恩省接壤。
与萨蓬库尔接壤的市镇（或旧市镇、城区）包括：波兰库尔和克莱尔方丹、孔特雷格利斯、马尼莱瑞塞、奥尔穆瓦。

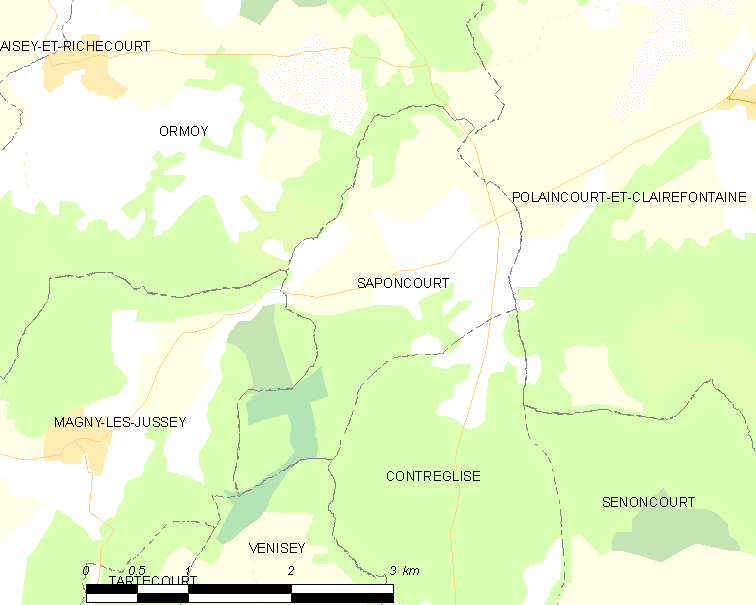
萨蓬库尔的OSM定位图

萨蓬库尔的时区为UTC+01:00、UTC+02:00（夏令时）。

## 行政
萨蓬库尔的邮政编码为70210，INSEE市镇编码为70476。

## 政治
萨蓬库尔所属的省级选区为索恩港县。

## 人口

1962-2008年间萨蓬库尔人口变化图示

萨蓬库尔于2022年1月1日时的人口数量为76人。